# Kimsooja
""Kimsooja"" é um artista interdisciplinar coreana especializada em produção de vídeo e instalação de arte pública. Ela representou a Coréia do Sul para a 55ª Bienal de Veneza, e do 24º Bienal de São Paulo. Sua obra foi incluída em mais de 30 bienais e trienais da arte contemporânea. Seu trabalho tem sido objecto de exposições individuais no MoMA PS1 ; Crystal Palace de Madrid, Reina Sofia ; a Galeria de Arte de Vancouver ; Kunsthalle Wien ; Kunsthalle Bern ; Kunstmuseum Liechtenstein ; Hirshhorn Museum and Sculpture Garden ; Museu de Arte Contemporânea de Lyon ; Museu Kunst Palast , Düsseldorf.

## trabalho

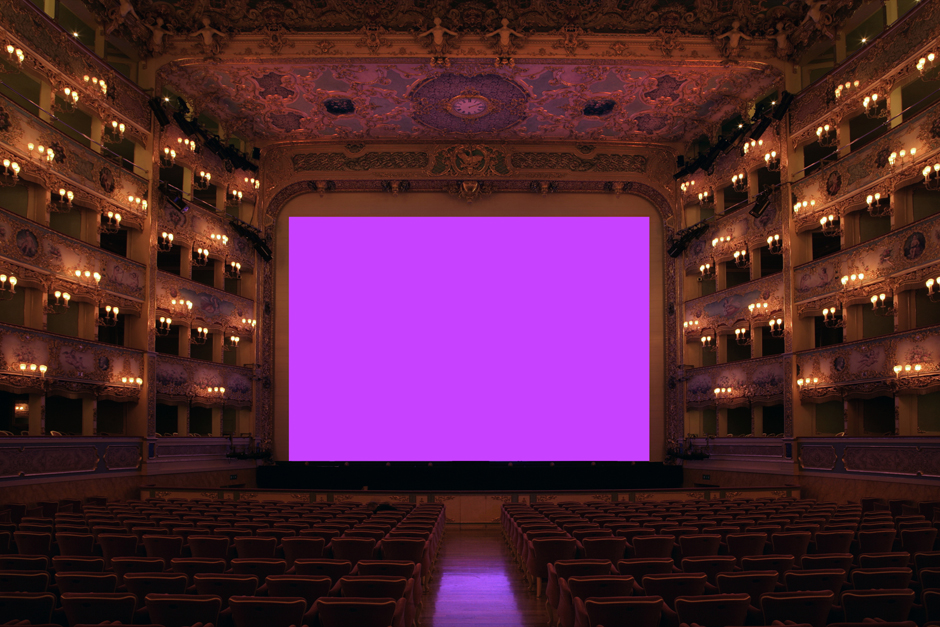
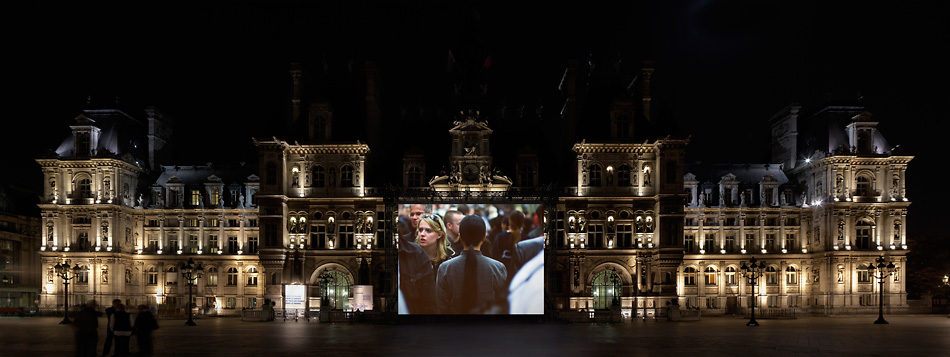
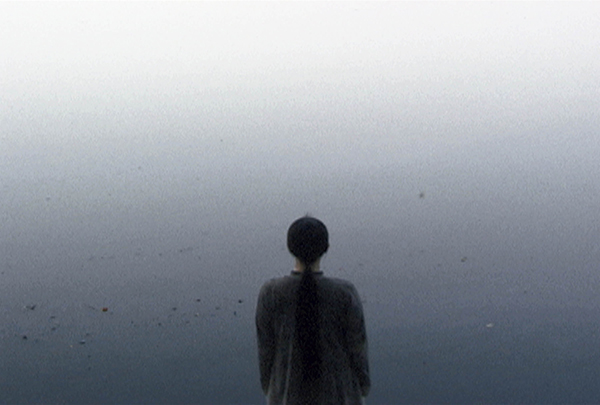
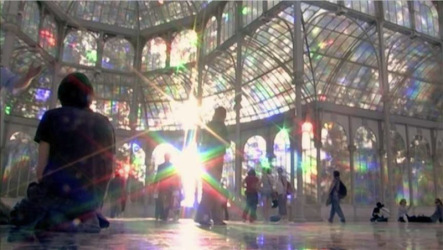

- Ficheiro:Bottari-Truck-Migrateur-MACVAL-1.jpg
- Ficheiro:Cornell Needle 01.jpg